# Barnard’s Loop

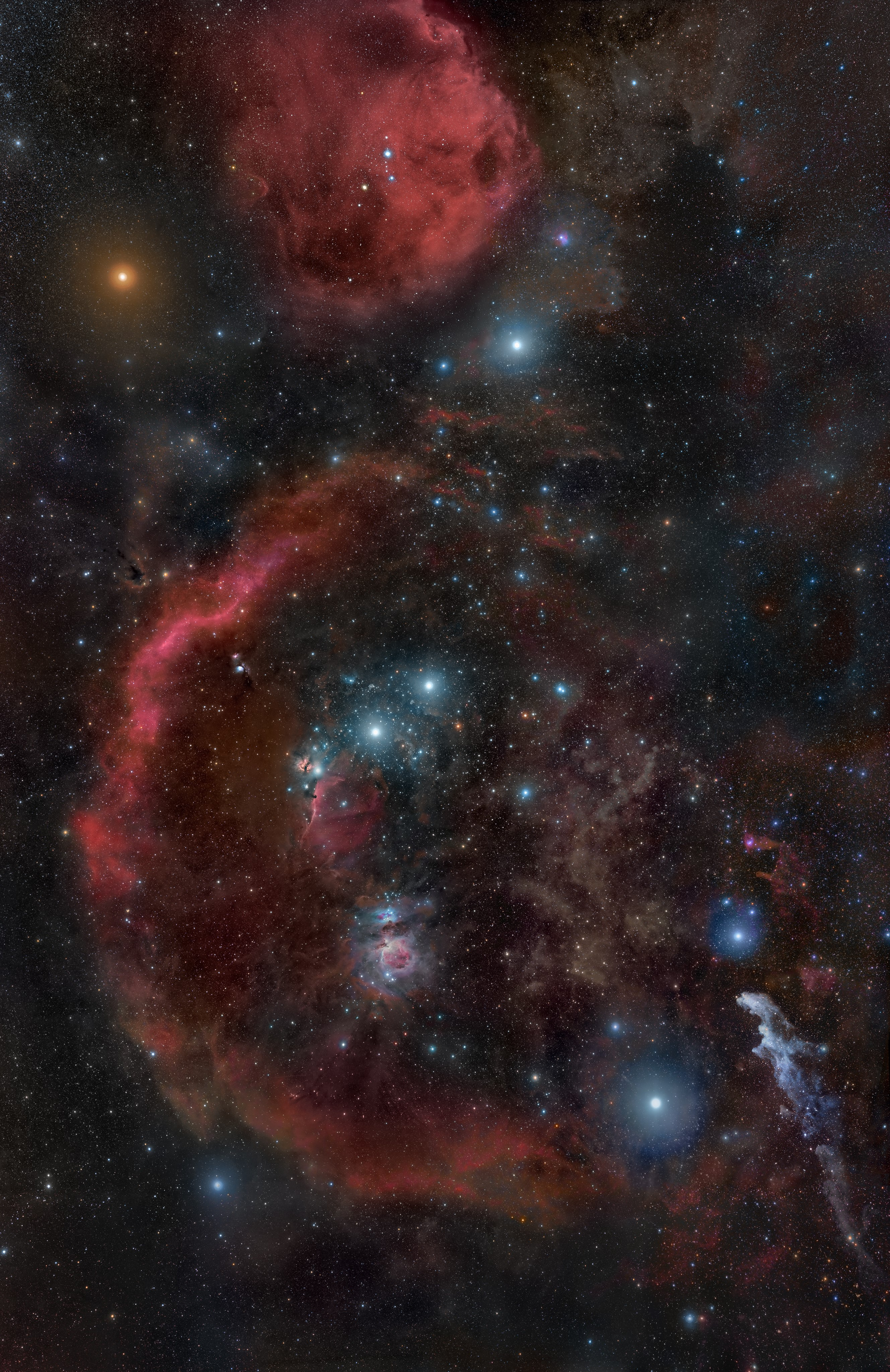
Langbelichtete Aufnahme des Sternbildes Orion mit rot leuchtenden Wolken von ionisiertem Wasserstoff (H-alpha). Der halbkreisförmige Bogen links ist Barnard’s Loop.

Barnard’s Loop (Katalogname: Sh 2-276; deutsch: Barnards Schleife) ist ein großer, O-förmiger Emissionsnebel im Sternbild Orion. Er gehört zu einer ausgedehnten interstellaren Wolke, in der, wie durch Infrarotastronomie feststellbar ist, laufend Sternentstehung stattfindet. Barnard’s Loop gehört zum Orion-Molekülwolkenkomplex.
Der Nebel hat die Form einer ausgedehnten, aber lichtschwachen Schleife, die zu schwach leuchtet, um mit freiem Auge sichtbar zu sein. Er kann nur bei sehr dunklem Himmel bzw. mit großen Astrografen fotografisch erfasst werden. Barnard’s Loop zieht sich in einem weiten, nördlich des Oriongürtels beginnenden Bogen von 10 bis 15° Durchmesser um die Gürtelsterne und den Orionnebel herum, dessen Sterne vermutlich für die Ionisierung des Gases verantwortlich sind. Südwärts reicht Barnard’s Loop fast bis zum hellen Stern Rigel im Fuß des Orion.
Das weit ausgedehnte H-II-Gebiet ist 1500–1600 Lichtjahre entfernt, misst etwa 300 Lichtjahre im Durchmesser und würde im Infrarot fast das ganze Sternbild ausfüllen. In der mit Dunkelnebeln durchsetzten, leuchtenden Gas- und Molekülwolke (engl. giant molecular cloud, GMC) werden sich in den nächsten Jahrmillionen durch Stoßwellen und magnetische Wechselwirkungen zahlreiche helle Sterne bilden und einen kurzlebigen Sternhaufen formen.

## Erklärungsmodelle
Die Bildung von Barnard’s Loop wurde vermutlich von einer Supernova vor 2 Millionen Jahren ausgelöst, auf die auch die Bildung einiger Sterne in den Sternbildern Fuhrmann und Widder zurückgehen könnte. Andere Astronomen halten den Nebel wegen seiner blassen Ringform für den direkten Rest einer Supernova oder führen die Bildung seiner H-II-Region auf den Sternwind einiger junger Sterne zurück, weil sich die Trapezsterne etwa im Zentrum des Bogens befinden.
Er könnte auch die ionisierte innere Oberfläche einer viel größeren Gaswolke sein. In jedem Fall macht diese große „interstellare Blase“ einige Wechselwirkungen zwischen interstellarem Medium und nahen Sternen deutlich.
Beobachtungen im ultravioletten Licht zeigen, dass Barnard’s Loop nicht nur selbst leuchtet, sondern auch im gestreuten Sternenlicht. Als Reflexionsnebel fällt seine größte Intensität mit den Spektren der jungen O- und B-Sterne im Orionnebel zusammen. Einige Teile des Reflexions-Nebels messen fast 30° im Durchmesser, womit sie den ohnehin schon großen HII-Anteil um das Vierfache übertreffen.

## Zugehörige Nebel in der Umgebung
In der Nähe – knapp südlich des linken Gürtelsterns Alnitak – befindet sich der bekannte Pferdekopfnebel. Er erhält seinen Umriss durch die kopfförmige Dunkelwolke direkt vor einem Emissionsnebel und hängt mit Barnard’s Loop zusammen.
Auch der nahe Orionnebel (M 42) ist eine Geburtsstätte für junge Sterne. Das Hubble-Weltraumteleskop hat hier zahlreiche protoplanetare Scheiben entdeckt, von denen einige möglicherweise zu Planetenentstehung führen.
Im Innern von Barnard’s Loop finden sich weitere kleine Gasnebel beim rechten Gürtelstern. Etwa 10° seitlich des Orion steht der etwa gleich helle und ebenfalls rötliche, aber kleinere Rosettennebel NGC 2237.

## Entdeckung und Sichtbarkeit
Der Nebel wurde 1895 von Edward Barnard an der Yerkes-Sternwarte auf einer Fotoplatte entdeckt, die mit einer nur etwa 20 cm großen Porträtkamera gemacht hatte.
Die helleren Teile von Barnard’s Loop hat vermutlich schon Wilhelm Herschel im Jahr 1786 gesehen. Während der Nebel fotografisch schon mit Teleobjektiv ab etwa 10 Minuten Belichtungszeit erkennbar wird, benötigt er visuell bei der heutigen Lichtverschmutzung neben einem lichtstarken Teleskop auch ein Nebelfilter. Hellere Gebiete in der Loop erscheinen dann als diffuses Hintergrund-Leuchten.